# Breaking up is hard to do (Neil Sedaka)
Breaking up is hard to do is een single van Neil Sedaka. Het was een los verschenen single, het nummer verscheen pas later op verzamelalbums.
Het nummer is door Neil Sedaka zelf geschreven met steun van Howard Greenfield. Beiden waren ook verantwoordelijk voor de oorspronkelijke B-kant. Sedaka nam het nummer zelf twee keer op, het vlotte origineel in 1962 en een balladachtig arrangement in 1975. Sedaka werd met het lied vereenzelvigd. Het lied werd talloze keren gecoverd, van Paul Anka tot Gloria Estefan en The Carpenters tot Tom Jones. Er verschenen ook versies in andere talen. Anna-Lena Löfgren zong Abschiednehmen is so schwer, Claude François en Sylvie Vartan zongen Moi pense encore à toi en La Onda Vaselina zong Qué triste es el primer adiós. Er is van Sedaka zelf een Italiaanse versie bekend onder de titel Tu non los ai/Finche’ vivro’. Voor Nederland namen Maywood en Stars on 45 (in medleyvorm) het op.
Sedaka werd op het origineel bijgestaan door de zangeressen van The Cookies. Onder de studiogangers waren ook Al Casamenti, Art Ryerson, and Charles Macy op gitaar; Ernie Hayes op piano; George Duvivier op basgitaar; Gary Chester op drums; Artie Kaplan op saxofoon; George Devens en Phil Kraus op percussie; Seymour Barab and Morris Stonzek op celli en David Gulliet, Joseph H. Haber, Harry Kohon, David Sackson, and Louis Stone op viool.
Al in 1970 nam Lenny Welch de balladversie op en haalde daarmee de Billboard Hot 100; hij kwam tot plaats 32. In december 1975 zong Sedaka de ballad zelf naar de top-10 van die lijst (plaats 6). In de Easy Listeninglijst van Billboard haalde het de eerste plaats.

## Hitnotering
De versie uit 1962 haalde toen de eerste plaats in de Billboard Hot 100 (11 augustus 1962). In het Verenigd Koninkrijk stond het zestien weken genoteerd met als hoogste plaats 7. Nederland en België lieten het passeren.

### NPO Radio 2 Top 2000
| Nummer met noteringen in de NPO Radio 2 Top 2000 | '99  | '00  |
| ------------------------------------------------ | ---- | ---- |
| Breaking Up Is Hard to Do                        | 1864 | 1988 |

1. ↑  Een vetgedrukt getal geeft de hoogste notering aan.
2. ↑  Deze tabel is bijgewerkt tot en met de laatste editie (2024).